# 아이노바쿠단
《아이노바쿠단》(愛のバクダン)은 일본의 록 밴드 비즈가 발매한 38번째 싱글이다. 2005년 3월 9일에 발매되었으며 초회한정반과 통상반으로 나뉘는데 그중 초회한정반에는 TV STYLE (가라오케) 버전과 GUITAR SOLO LESS 버전이 수록되어 있으며 그리고 기타 악보가 첨부되어 있다.
|     | 곡명                            | 비고               |
| --- | ------------------------------- | ------------------ |
| 1st | 愛のバクダン                    |                    |
| 2nd | Fever                           |                    |
| 3rd | 甘く優しい微熱                  |                    |
| 4th | 愛のバクダン (TV STYLE)         | 한정반 스페셜 트랙 |
| 5th | 愛のバクダン (GUITAR SOLO LESS) | 한정반 스페셜 트랙 |